# Tuomeya
Tuomeya Harvey, 1858  é o nome botânico de um gênero de algas vermelhas pluricelulares da família Batrachospermaceae.

## Espécies
Atualmente apresenta 1 espécie taxonomicamente aceita:
- Tuomeya americana (Kützing) Papenfuss ex M.J. Wynne, 2007